# The Valetz Magazine
The VALETZ Magazine – jeden z pierwszych polskich e-zinów krytyczno-literackich o tematyce fantastycznej. Od sierpnia 1998 do października 2000 roku ukazało się 12 numerów. Redaktorem naczelnym był Artur Długosz.
The VALETZ Magazine był wielokrotnie opisywany w prasie (między innymi w „Gazecie Wyborczej”) oraz dołączany do papierowych czasopism o tematyce komputerowej.
W roku 2000 „The VALETZ Magazine” połączył się z „Framzetą” i z tej fuzji powstała „Esensja”.